# Ростовское действо
«Рождественская драма» («Комедия на Рождество Христово», «Перемена непостоянного мира сего, гордости сетьми в маловременной жизни человеков уловляющая, в вечную муку посылающая, на треокоянном Ироде, за гордость ищущем рожденного всех Царя Христа убити») — музыкальное произведение, считающееся древнейшей русской «оперой». Автором «с достаточной долей основания считается» святой митрополит Димитрий Ростовский (Туптало). Драма была поставлена впервые 27 декабря 1702 года; в 1982 году воскрешена Борисом Покровским как «Ростовское действо».
В драме представлен Человек («Натура людская»), который мучается сомнениями о своей грешной природе. Он встречает 7 пар «чистых» (Добродетели) и 7 пар «нечистых» (Грехи), поочередно тянущих его к себе. Человек осознает своё грехопадение после Изгнания из Рая и начинает считать Смерть единственным мерилом всего живого. Однако далее перед ним разыгрывается новозаветная история Рождества Христова (Благовестие пастухам, Благовестие волхвам, Волхвы перед Иродом, Избиение младенцев, Смерть Ирода), и он понимает, что от жизни вечной ничего не способно его отрешить, и прославляет её. Сцены общения Человека с Добродетелями и Пороками выступают обрамлением основной истории Рождества Христова.

## История
Для школы («училища латинского и греческого»), которую митрополит открыл в Ростове 1 сентября 1702 года, он написал, судя по всему, в свой первый год пребывания в городе, «Рождественскую драму», премьера которой состоялась 27 декабря 1702 года. (Дата постановки указана в списке пьесы ГИМ №М. 1199). Текст драмы сохранился в 3 списках XVIII века.
Она была написана по всем правилам школьной пиитики и состоит из антипролога, пролога, 18 явлений и эпилога. Постановка, в которой играли лишь мужчины и мальчики (54 человека), длилась около 6 часов. «Драмы Димитрия Ростовского выделяются среди прочей русской школьной драматургии конца XVII века. Сохраняя типичные для школьного театра черты, они отличаются стройностью композиции, сценичностью, в ряде случаев — живостью диалога». Возможно, она является переработкой несохранившейся польской школьной пьесы, а также украинской вертепной драмы.
Сюжет драмы построен в основном на евангельском предании о Рождестве Христовом и сопутствующих событиях, но также автор при обработке сюжета использовал украинские и польские школьные драмы на ту же тему, а также внес элементы украинской вертепной драмы. Из украинской драмы «Царство Натуры людской» взят персонаж «Натура людская», как в украинском «Действии на рождество Христово» — в начале пьесы говорится о грехе прародителей, оттуда же проникли действующие лица Надежда и пророк Валаам, и, судя по всему, сцена у Ирода; плач Рахили у Димитрия имеет параллели с плачем дщерей сионских в «Действии…». Из вертепной драмы автором взяты песни в 3-м и 4-м явлениях («Ныне весь мир да играет: Дева Христа рождает…»). В пьесе использованы отрывки евангельского текста — Евангелие от Луки, гл. 2, ст. 8—20; Евангелие от Матфея, гл. 2, ст. 1—3, 7—12, 4—6, 16—18. В 24 главе приводится пророчество Валаама. В явлении 10 приводится плач Рахили.
Евангельский рассказ передан в живом диалоге. Посланец волхвов нарочито изъясняется на ломанном русском языке — характерный прием для передачи образа иностранца на сцене. А во всем языке пьесы, что связано с историей её создания, много полонизмов и украинизмов. Пьеса написана силлабическим стихом с парной рифмой, в большей своей части — тринадцатисложниками.

Натура:

Натура людска в образ Бога есмь созданна:

Разум, память и воля суть мне дарованна,

Недорованна, паче данна, не отъята

От преслушавшой Бога чрез змиа треклята,

Занеже ми есть отъята мудрость и святыня,

Безсмертие, нетленность, житиа простыня.

«В пьесе много пения: это и церковные песнопения, связанные с праздником, и рождественские песни украинской вертепной драмы, и переведенные на русский язык польские рождественские песни». Сам Димитрий, возможно, был автором не только текста, но и музыки для некоторых номеров драмы, например канта с искаженным польским текстом «Аніол пастырем мовил: Христус се нам народил». 18).
В пьесе упоминаются церковные песнопения, связанные с праздником и исполнявшиеся по ходу действия. В явлении 1 следовало петь песнь праздничного канона: «Христос рождается, славите, Христос с небес — срящите, Христос на земли — возноситеся, пойте господеви вся земля и весе лие воспойте, людие, яко прославися». 192 об.). В конце того же явления поется славословие: «Слава в вышних Богу и на земли мир, в человецех благоволение».
Как пишет исследователь русского театра: "Драмам Димитрия Ростовского присущи черты барочной поэтики. Картина мира в них «представлена… в трех ипостасях: мир небесный, земной и мир преисподней… Эмоциональная атмосфера постоянно колеблется от радости к скорби, от страдания и плача к ликованию и торжеству. Достижению эффекта катарсиса помогает музыкальность канонических песнопений, пение музыкальных номеров и поэтическая речь… Внимание зрителя концентрировали яркие театральные эффекты: театр теней, эффект „эха“, вращающегося колеса и песочных часов; звучал голос из „гроба“, сверкала „молния“ и гремел „гром“…»" «Декорации и здесь, видимо, были условными, но в сценах поклонения новорожденному младенцу-Христу царей-волхвов и пастухов на школьной сцене должен был появляться вертеп, младенец в яслях, Иосиф и Мария: их видят и о них говорят пастухи. Пьеса требовала богатых костюмов (Ирод, его вельможи, цари-волхвы) и довольно сложного реквизита: трон Ирода, его жезл, оружие для его воинов, книги в руках раввинов, дары в руках волхвов, наконец — головы убитых „отрочат“, которые воины приносят Ироду. Как показывалось самое избиение „отрочат“, не ясно,— ремарка гласит: „Убиение отрочат, не слышимое, но зримое“. Возможно, показывалась картина избиения, а может быть эта сцена давалась с помощью театра теней».
По мнению историков русской литературы, драмы Димитрия Ростовского — новый этап в развитии школьного театра на Руси. «Тесно связанные с традицией украинской школьной драмы, его пьесы в то же время являются шагом вперед по пути освобождения от средневековой схоластичности и условности. Стремление к жизненности, к большей сценичности особенно заметно в „Рождественской драме“, где аллегорические фигуры действуют главным образом в прологе и антипрологе. Любопытно, что рядом с обычными аллегориями (Век златый, Покой, Любовь, Незлобие, Брань, Ненависть и пр.) действуют Фортуна, Медуза, Циклопы. Автор — монах, образованный человек, знакомый с античной мифологией, подчиняясь духу времени, свободно вводит её образы в свою пьесу».

## Постановка в Театре Покровского
Наиболее известной постановкой спектакля является проект, который осуществил Камерный музыкальный театр имени Б. А. Покровского под руководством Бориса Покровского, «музыкальная реставрация» Евгения Левашева.
Как указывают в театре, «уникальность постановки заключалась в том, что текст и музыка произведения не были точно зафиксированы: часть была написана Димитрием Ростовским, часть подобрана из бытовавших тогда песен и церковных напевов. Покровский привлек известного историка русской музыки Евгения Левашева, который воссоздал музыкальную партитуру этого произведения. Сегодня в нем звучат знаменный и греческий распевы, канты, белорусские, польские и украинские псалмы, фрагменты хоровых духовных концертов, народные песни. Необычно и то, что в спектакле не участвует оркестр. Все исполняется солистами и хором a’capella без дирижера». (Аннотация не совсем точная — текст пьесы, как описано в статье выше, дошёл целиком).
Как писал Левашёв, нотной записи к «Рождественской драме» Димитрия Ростовского не существовало, и поэтому он «в течение многих лет собирал старинные напевы, песенные „забавы“, языческие ритуалы и церковные песнопения. Они и составили музыкальную основу реставрированной оперы».
Премьера спектакля состоялась 30 июня 1982 года. Спектакль был возобновлен в 2001 году, накануне 30-летия театра и 90-летия Бориса Покровского. Над возобновлением спектакля работали главный режиссёр театра Михаил Кисляров и художник Ольга Ошкало.

## Издания
- «Рождественская драма» Дмитрия Ростовского // Тихонравов Н. С. Рус. драматические произведения, 1672—1725 гг. СПб., 1874. Т. 1. С. 339—399
- «Рождественская драма» Димитрия Ростовского // Шляпкин И. А. Старинные действа и комедии петровского времени, извлеченные из рукописей и приготовленные к печати. Пг., 1921. С. 151—159
- Рождественская драма: (Комедия на Рождество Христово) // Русская драматургия последней четверти XVII и начала XVIII в. М., 1972. С. 220—274.
- Рождественская драма, или Ростовское действо: В 2 действ., с прологом и эпилогом / Музыкально-сценическая реконструкция, предисл. и послесл.: Е. М. Левашёв. М., 1989